# Centerville (Iowa)
Centerville é uma cidade localizada no estado americano de Iowa, no Condado de Appanoose.

## Demografia
Segundo o censo americano de 2000, a sua população era de 5924 habitantes.
Em 2006, foi estimada uma população de 5686, um decréscimo de 238 (-4.0%).

## Geografia
De acordo com o United States Census Bureau tem uma área de
11,8 km², dos quais 11,7 km² cobertos por terra e 0,1 km² cobertos por água.

## Localidades na vizinhança
O diagrama seguinte representa as localidades num raio de 12 km ao redor de Centerville.